# Conospermum patens
Conospermum patens là một loài thực vật có hoa trong họ Quắn hoa. Loài này được Schltdl. miêu tả khoa học đầu tiên năm 1847.